# Felisa Núñez Cubero
Felisa Núñez Cubero (Valladolid, 21 de enero de 1924 - Madrid, 10 de agosto de 2017) fue una química y física española que desarrolló su carrera profesional en el campo de la física. Fue la primera mujer catedrática de la Universidad Politécnica de Madrid.

## Trayectoria
Se licenció en Ciencias Químicas en 1946 en la Universidad de Valladolid, con premio extraordinario. Durante su licenciatura empezó a trabajar con el profesor Salvador Velayos, que influyó mucho en su vocación científica, orientándola hacia la física y dirigiendo su tesis doctoral en el área del magnetismo. En 1958 se doctoró en Física por la Universidad Complutense de Madrid con una tesis sobre imanes permanentes y tres años después obtuvo una beca de la Ramsay Memorial Fellowship Trust para ampliar su actividad investigadora en la Universidad de Nottingham, trabajando en dominios magnéticos con el profesor Bates. Como muestra de su investigación en estos años están las citas que se hacen de sus trabajos en los libros Modern Magnetism de Bates y en Magnetism de Rado y Shull, cuyos cuatro volúmenes constituyen una auténtica enciclopedia del magnetismo.
En su vida académica desempeñó actividad docente, empezando como ayudante y profesora adjunta en la Universidad de Valladolid (1946-1956), después como profesora adjunta en la Universidad Complutense de Madrid (1956-1982) y finalmente en la Universidad Politécnica de Madrid, donde fue catedrática de física desde 1964, primero en la actual  Escuela Técnica Superior de Ingeniería y Sistemas de Telecomunicación (1964-1983) y después en la actual  Escuela Técnica Superior de Ingeniería de Montes, Forestal y del Medio Natural (1983-2000), los últimos diez años como catedrática emérita. En 1990 la Universidad Complutense de Madrid y la Universidad Politécnica de Madrid le concedieron sus medallas de oro. En estas universidades Felisa Nuñez impartió clases, dirigió tesis y tesinas, escribió libros pero especialmente dejó su huella en los laboratorios y en la enseñanza de la física experimental.
Cuando en 1955, el profesor Salvador Velayos y su equipo llegaron a la Universidad Complutense de Madrid en la licenciatura de Ciencias Físicas, prácticamente no existían laboratorios de técnicas experimentales y la doctora Nuñez dedicó su esfuerzo a paliar esta carencia, esfuerzo que repitió de nuevo en los centros de la Universidad Politécnica de Madrid donde trabajó. La enorme tarea que realizó la profesora Felisa Nuñez poniendo en marcha los laboratorios y enseñando física experimental a muchas generaciones de físicos ha sido su importante contribución a la física española. La Real Sociedad Española de Física, al concederlo el premio de enseñanza de la física en 1999 quiso dejar constancia de la deuda de gratitud que cientos de físicos tienen con sus enseñanzas.

## Obras seleccionadas
- "Laboratorio de Electricidad y Magnetismo" Editorial Urmo, 1972[6]
- "100 problemas de Electromagnetismo" Alianza Editorial, 1997[6]

## Reconocimientos
- Primer Premio Enseñanza de la Física. 1999, otorgado por la Real Sociedad Española de Física[4]
- Medalla de Oro de la Universidad Complutense de Madrid. Junio de 1989
- Medalla de Oro de la Universidad Politécnica de Madrid. Octubre de 1989